# Мистерията на българските гласове (хор)
 Тази статия е за хора.  За поредицата албуми вижте Мистерията на българските гласове.  
„Мистерията на българските гласове“ е български женски хор, изпълняващ автентична и обработена фолклорна музика.
Той води началото си от създадения през 1952 година Ансамбъл за народни песни на Българското радио, състоящ се от народен хор и народен оркестър. Записите на народния хор са част от поредиците компилации на швейцарския продуцент Марсел Селие, издадени между 1975 и 1989 година под заглавието „Мистерията на българските гласове“. След техния търговски успех в края на 80-те години, наред с името „български женски щатен радио-телевизионен хор“, съставът започва да използва заглавието на албумите „Мистерията на българските гласове“.

## История
Хорът е основан през 1952 г. по идея на дългогодишния главен редактор на редакция „Народна музика“ в БНР Георги Бояджиев. Сред солистите на хора са едни от най-ярките изпълнителки на български народни песни: Ева Георгиева, Севдалина Славова, Димка Владимирова, Руска Недялкова, Мария Кокарешкова, Анастасия Костова, Надежда Хвойнева, Янка Рупкина, Калинка Вълчева, Стоянка Бонева, Олга Борисова, Павлина Горчева, Кремена Станчева, Василка Андонова, Стефка Съботинова, Калинка Згурова. Студийни записи с хора имат народните певци Йовчо Караиванов и Борис Машалов. Солисти на хора от 1996 година са певците Даниел Спасов и Милен Иванов. През годините заедно с певиците е концертирала камерна група с ръководител Атанас Вълчев, както и група от АМТИИ – Пловдив с ръководител Владимир Владимиров. В някои от концертите по света е участвал и кавалджията Теодосий Спасов.
От 1952 до 1990 г. женският хор е част от Ансамбъла за народни песни на Българското радио. През 1990 г. хоровият състав се разделя на две. Част от певиците и Дора Христова преминават на щат към Българската национална телевизия. През 1997 година БНТ съкращава хоровия състав, певиците продължават да работят на свободна практика и изнасят концерти основно в чужбина. Останалите певици от хора продължават работа в БНР, като част от ансамбъла за народни песни. По-късно и този хор също е съкратен. Непосредствено след това възникват подобни на радиохора състави – хоровете „Ангелите“ и „Космически гласове от България“. Една част от певиците се присъединяват към хор „Българските гласове – Ангелите“, друга част се насочват към хор „Космически гласове от България“, трета част работят с хор „Големите български гласове“, основан през 80 – те години от Здравко Михайлов.
Първи диригент е Борис Петров. Истинското израстване на хоровия състав става при композитора и диригента Димитър Динев. С идването на Красимир Кюркчийски хорът започва концертни изяви по световните сцени. Музика за този състав са писали едни от най-добрите български композитори: Красимир Кюркчийски, Николай Кауфман, Христо Тодоров, Филип Кутев, Петър Льондев, Стефан Мутафчиев, Георги Андреев.
Албумите с тяхно и на други хорови състави участие няколко пъти са номинирани за наградата „Грами“. През 1990 г. за „Le Mystère des voix bulgares. Volume Two“ (Мистерията на българските гласове. Част 2) получава наградата „Грами“ за продуцентство. През 1994 г. албумът „Ритуал“ само с тяхно участие, включващ коледни и лазарски песни отново е номиниран за „Грами“.
Диригенти на хора през годините са били Димитър Динев, Любен Ботушаров, Красимир Кюркчийски, Здравко Михайлов, Стефан Мутафчиев, Георги Генов. Диригент на хора е Дора Христова.

## В популярната култура
Хорът записва музиката за игралния филм „Бункер хотел Паласт“, песента „Пиперо“, версия на италиански на „Дилмано, дилберо“, заедно с италианската група „Елио елесторие тезе“. Две песни на състава са включени в албум на Ванеса Мей. През 2000 г. специално записани песни на хора са включени в Международния мост „Ватикана поздравява света с 21 век“.
През 2008 г. певиците записват изпълнение за популярната компютърна игра „Сам в тъмното“. През същата година изнасят самостоятелен концерт в Европейския парламент в Страсбург. В края на дванадесетото турне на хора в Америка през 2008 г. в зала „Кенеди център“ във Вашингтон се състои голям хоров концерт с участието на Боби Макферин, който изпълнява няколко песни заедно с „Мистерията на българските гласове“. През 2018 г. „М-Шуберт Мюзик Пъблишинг“ издава албума на хора „BooCheeMish“ с участието на австралийската певица Лиса Джерард. През 2018 сайтът Musik frame публикува остър и критичен материал относно проекта на хора с Лиса Джерард /https://www.musicinframe.be/?p=14918./
През 2020 година в открито писмо до медиите дългогодишната солистка на хора Олга Борисова нарича индивидуалната регистрация на марката „Мистерията на българските гласове“ от Дора Христова узурпация и присвояване на общата история и труд. В дискусията се включват дългогодишни солисти на хора, които също се противопоставят на едноличната регистрация.
През 2024 г. песента Rhûn, композирана от Bear McCreary, е използвана в саундтрака на втори сезон от „Пръстените на властта“.

## Дискография
- 1975 Le Mystère des Voix Bulgares, Compilation, Disques Cellier
- 1987 Cathedral Concert (Live), PolyGram (преиздаден през 1992)
- 1988 Le Mystère des Voix Bulgares, volume II, Disques Cellier
- 1989 Le Mystère des Voix Bulgares, volume III, Disques Cellier
- 1993 From Bulgaria with Love: the Pop Album, Rhino/Atlantic
- 1993 Melody Rhythm & Harmony, Rhino/Atlantic
- 1994 Ritual, Nonesuch/Elektra
- 1995 Box Set: Le Mystère des Voix Bulgares, volumes I – II and Ritual, Nonesuch/Elektra
- 1998 Le Mystère des Voix Bulgares, volume IV, Philips
- 2001 Bulgarian Custom Songs, Gega
- 2003 A Portrait of Nikolai Kaufmann, Riva Sound/ KVZ Music Ltd.
- 2008 Music From Alone in the Dark, composed by Olivier Derivière, Milan Records
- 2013 Angelina, Jaro 4310 – 2
- 2018 BooCheeMish, Prophecy Productions
- 2020 Shandai Ya / Stanka, EP, Prophecy Productions